# Milhac
 Milhac  es una comuna y población de Francia, en la región de Mediodía-Pirineos, departamento de Lot, en el distrito y cantón de Gourdon.
Su población en el censo de 1999 era de 195 habitantes.
Está integrada en la Communauté de communes Haute Bourriane .

## Demografía
| 122 | 139 | 151 | 160 | 183 | 195 |
| Para los censos de 1962 a 1999 la población legal corresponde a la población sin duplicidades (Fuente: INSEE [Consultar]) |     |     |     |     |     |